# Alaolacon
Alaolacon is een geslacht van kevers uit de familie  
kniptorren (Elateridae).
Het geslacht is voor het eerst wetenschappelijk beschreven in 1865 door Candèze.

## Soorten
Het geslacht omvat de volgende soorten:
- Alaolacon candezei Fleutiaux, 1928
- Alaolacon cyanipennis Candèze, 1865
- Alaolacon griseus Candèze, 1874